# سوگند (سرده)
سوگند، فرچه سوگند، خارپنبه فرچه‌ای، فرچه‌ای (نام علمی: Jurinea) نام یک سرده از تیرهٔ کاسنیان است.
گونه‌های این سرده بومی آسیا، اروپا و شمال غربی آفریقا هستند.